# کلروکسین
کلروکسین (انگلیسی: Chloroxine) یک داروی ضد باکتری است. فرمول‌های خوراکی (با نام تجاری مانند Endiaron) در اسهال عفونی، اختلالات میکرو فلور روده (مانند پس از درمان آنتی‌بیوتیک)، ژیاردیازیس، بیماری‌های التهابی روده استفاده می‌شود. همچنین برای شوره سر و درماتیت سبورئیک مفید است، همانطور که در شامپوها (کاپیترول) و کرم‌های پوستی مانند (Valpeda، Triaderm) استفاده می‌شود.

## مکانیسم عمل
کلروکسین دارای خواص باکتریواستاتیک، قارچی و ضد تک یاخته ای است. در برابر استرپتوکوک، استافیلوکوک، کاندیدا، کاندیدا آلبیکنس، شیگلا و تریکومونادها موثر است.

## عوارض جانبی
به ندرت رخ می دهد، اما ممکن است باعث تهوع و استفراغ همراه با مصرف خوراکی شود.  همچنین ممکن است باعث تحریک پوست شود.